# John George Gibson
John George Gibson (13 février 1846 - 28 juin 1923), est un avocat irlandais, juge et homme politique conservateur. 

## Jeunesse et éducation
Gibson est le plus jeune fils de William Gibson de Merrion Square, Dublin et Rockforest, County Tipperary, et de sa première épouse Louisa Grant, fille de Joseph Grant, avocat de Dublin. Edward Gibson (1er baron Ashbourne), est son frère aîné. Il fait ses études au Trinity College de Dublin et est admis au barreau du King's Inns de Dublin en 1870. 

## Carrière juridique
Gibson est nommé Conseiller de la reine en Irlande en 1880 et troisième sergent irlandais en 1885 . En 1885, il est élu député de Liverpool Walton . Il est solliciteur général de l'Irlande de novembre 1885 à janvier 1886 et procureur général de l'Irlande de 1887 à 1888. Il démissionne de son siège en 1888 pour devenir juge de la Haute Cour irlandaise. 
Maurice Healy dans ses mémoires The Old Munster Circuit fait l'éloge du charme, de l'éloquence, de la dignité et du sens de l'équité de Gibson, bien qu'il l'ait jugé inférieur à son frère Lord Ashbourne comme avocat . On peut soutenir que Healy a sous-estimé Gibson en tant que juge: son jugement dans Fox c. Higgins  reste l'analyse définitive de la curieuse situation de l'emploi "triangulaire" en Irlande impliquant un enseignant individuel, la commission scolaire et le ministre de l'éducation, et elle est toujours régulièrement citée . 

## Famille
En 1871, il épouse sa cousine, Ann Sophia Matilda Hare, fille du révérend John Hare de Deer Park, du comté de Tipperary et de Mary Pennefather, et a huit enfants, dont seulement quatre - John, William, Anne et Charlotte - survécurent à l'enfance. Anne est décédée en 1911, âgée de 34 ans seulement. Maurice Healy dans The Old Munster Circuit raconte l'histoire touchante de la façon dont son père, malgré sa préoccupation désespérée à propos de la grave maladie d'Anne, a tenté de tenir les assises de Cork de la manière habituelle: mais les membres du barreau irlandais, par compassion, ont trouvé des excuses pour ajourner tous les dossiers du calendrier légal. Gibson, un homme aux émotions fortes, était tellement ému par cette gentillesse qu'il fondit en larmes. 
Il vivait au 38 Fitzwilliam Place, Dublin et est décédé à l'âge de 77 ans. Sa deuxième épouse est décédée en 1939. 